# Konrad Bartelt
Konrad Emil Bartelt (* 16. Juni 1880 in Prenzlau; † 28. September 1954 in Lippstadt) war ein deutscher Chemiker, der Hochschullehrer in China wurde.

## Leben
Er war der Sohn des Prenzlauer Kaufmanns Ludwig Bartelt und dessen Ehefrau Marie geborene Duranne. Nach dem Besuch der Gymnasiums in Prenzlau, wo er 1897 das Abitur ablegte, studierte er vier Jahre an den Universitäten Greifswald und Berlin (bei Professor Friedrich Wilhelm Semmler). Er promovierte zum Dr. phil. Seine Dissertation über Terpene und Campher erschien 1908. Im Anschluss war er zwei Jahre lang Assistent am Institut für Gärungsgewerbe und danach fünf Jahre Assistent am Chemischen Institut der Universität Berlin.
Im Februar 1910 erfolgte seine Berufung als ordentlicher Professor der Chemie und Leiter des chemischen Instituts der Universität Peking (damals noch die Reichsuniversität Peking chinesisch 京師大學堂) in China. Ab 1920 arbeitete er an der Deutschen Medizinischen Akademie in Shanghai, aus der später die Tongji-Universität hervorging. In den 1930er-Jahren lebte er im Stadtteil Wusong. Während der japanischen Besatzung Shanghais saß er 1942/1943 im Unterrichtsausschuss der Stadtverwaltung.

## Schriften (Auswahl)
- Ueber Merkaptole und Sulfone der Diketone. F. W. Kunike, Greifswald 1901 (Philosophische Dissertation vom 9. Dezember 1901).
- Die Terpene und Campherarten. C. Winter’s Universitätsbuchhandlung, Heidelberg 1908.
- Die Gewinnung der ätherischen Öle. In: Handbuch der biochemischen Arbeitsmethoden. Urban & Schwarzenberg, Berlin / Wien 1910, S. 982–994 (Textarchiv – Internet Archive).

Ferner war er Mitarbeiter des Biochemischen Handlexikons und des Handbuchs der biochemischen Arbeitsmethoden.